# NGC 5226
NGC 5226 ist eine 15,8 mag helle Galaxie vom Hubble-Typ S? im Sternbild der Jungfrau. Sie ist schätzungsweise 327 Millionen Lichtjahre von der Milchstraße entfernt.
Sie wurde am 5. April 1877 von Johan Ludvig Emil Dreyer entdeckt.